# Per Abbat
Per Abbat (fl. 1207) és l'autor de la còpia de 1207 del Cantar de mio Cid. El nom Per(o) Ab(b)at (Pere Abat) era molt corrent en l'època, la qual cosa fa difícil identificar-lo. Colin Smith va defensar el 1983 que Per Abbat va ser l'autor del Cantar (com havia fet Antonio Ubieto Arteta el 1957, encara que sense identificar-lo amb cap persona documentada històricament en particular), encara que el 1994 el professor britànic va reconèixer que probablement Per Abbat solament fos el copista.
Per a aquesta última teoria, se sol recórrer a la interpretació literal l'explicit amb què acaba el manuscrit:
Francisco Javier Hernández, que considera a Per Abbat un copista, va sostenir que era un canonge de Toledo documentat entre 1204 i 1211; si bé geogràficament la hipòtesi és versemblant, no hi ha cap prova que hi hagi una relació necessària entre el poema i aquest canonge. Basant-se en un document que van creure de 1220 trobat en la catedral del Burgo d'Osma, Timoteo Riaño ha cregut identificar-lo amb un abat del mateix nom (Pedro, abat) que va viure a principis del segle xiii ea Fresno de Caracena, al costat de Gormaz; però Fernández Flórez, Ruiz Asencio i Montaner Frutos van descobrir que la data del document és en realitat 1274, amb el qual el fonament en què es va donar suport a la tesi desapareix. Per la seva banda, Colin Smith va proposar el 1983 una elaborada teoria per la qual Pedro Abad seria un advocat burgalès que va tenir un plet contra el Monestir d'Aguilar de Campoo a favor del de Santa Eugenia, a causa d'unes possessions, el 1223. Per recolzar les seves al·legacions el tal Pedro Abad va usar materials de tota mena referits al Cid que podrien haver estat utilitzats anys abans (1207) per compondre el poema. Va postular, així mateix, que Per Abbat va crear l'èpica castellana a partir de la imitació dels cantars de gesta francesos. No obstant això, el 1994, va replantejar les seves hipòtesis i va acceptar que segurament Per Abbat solament va ser el copista, i que l'autor no era identificable, encara que seria culte, tindria coneixements legals i compondria la seva obra poc abans de 1207.